# Giovanni di Casali
Giovanni (ou Johannes ) di Casali (ou da Casale; Casale Monferrato, ca. 1320 – após 1374) foi um frade da Ordem Franciscana , filósofo natural e teólogo italiano, autor de obras sobre teologia e ciência e legado papal.
Nasceu em Casale Monferrato em torno de 1320 e entrou na Ordem Franciscana na província de Gênova. Foi professor franciscano em Assis, de 1335 a 1340. Posteriormente foi professor em Cambridge ca. 1340 a 1341, onde encontrou a física matemática desenvolvida pelos Calculatores de Merton College. Também foi inquisidor em Florença e leitor em Bolonha de 1346 a ca. 1352. Em 1375 o Papa Gregório XI o nomeou legado papal para a corte do rei Frederico III da Sicília.
Por volta de 1346 escreveu o tratado De velocitate motus alterationis (Sobre a velocidade do movimento de alteração) que foi posteriormente impresso em Veneza em 1505. Nele, apresentou uma análise gráfica do movimento de corpos acelerados. Seus ensinamentos em física matemática influenciaram estudiosos da Universidade de Pádua e, acredita-se, podem ter influenciado as ideias semelhantes apresentadas, mais de dois séculos depois, por Galileu Galilei.